# Catarina (Ceará)
Catarina est une municipalité brésilienne de État du Ceará. En 2010, elle compte 18 745 habitants.

## Source
- (pt) Cet article est partiellement ou en totalité issu de l’article de Wikipédia en portugais intitulé « Catarina (Ceará) » (voir la liste des auteurs).